# إيرنست فوكس
إيرنست فوكس 14 يونيو 1851 في النمسا السفلى - 21 نوفمبر 1930 في فيينا، طبيب عيون نمساوي، وهو ابن أدالبرت نيكولاوس فوكس. كان إيرنست في الفترة من 1881 حتى 1885م أستاذا جامعياً في جامعة لوتيش (بالألمانية: Universität Lüttich)، ثم في مجلس عيادة العين في فيينا حتى عام 1915م.